# Haplochromis cassius
Haplochromis cassius là một loài cá đã tuyệt chủng thuộc họ Cichlidae. Nó từng được tìm thấy ở Kenya, Tanzania, và Uganda. Môi trường sống tự nhiên của chúng là hồ nước ngọt.